# Ricardo de Azevedo Lourenço
Ricardo de Azevedo Lourenço ( 1966 - ) es un ilustrador botánico, botánico , y profesor brasileño.
- La abreviatura «Lourenço» se emplea para indicar a Ricardo de Azevedo Lourenço como autoridad en la descripción y clasificación científica de los vegetales.[1]